# 洋溪镇 (三明市)
洋溪镇是中国福建省三明市三元区下辖的一个镇。

## 历史沿革
该镇原名洋溪乡，属梅列区。2011年更名为洋溪镇。2021年，梅列区和三元区合并为新的三元区，洋溪镇改属三元区辖。

## 行政区划
洋溪镇共辖2个社区和14个行政村，分别是：
杉口社区、溪口社区、莘口村、沙阳村、黄砂村、曹源村、楼源村、西际村、柳城村、高山村、龙泉村、后溪村、炉洋村、蓬坑村、清溪村和中央溪村。